# Národní republikánská armáda

Bílo-modro-bílá vlajka
Symbol sjednocování lidí proti putinovské válce

Ruská Národní republikánská armáda (rusky Национальная республиканская армия) je údajná odbojová skupina Rusů v Rusku usilující o násilné svržení Putinova režimu.
Ilja Ponomarjov, bývalý poslanec ruské Dumy, který byl vyloučen za protikremelské aktivity, označil tuto skupinu za subjekt, který stojí za vraždou ruské propagandistky Darji Duginové v srpnu 2022 a „mnoha dalšími partyzánskými akcemi, které byly v posledních měsících provedeny na území Ruska“.
V dubnu 2023 ji prohlásil také za odpovědnou za pumový útok v Petrohradu, při němž zahynul prokremelský propagandista Vladlen Tatarskij.

## Externí zdroje
- „Rospartizan“ – oficiální kanál na Telegrafu
- Утро Февраля – A National Republican Army is Created in Russia (English Translation) – Národní republikánská armáda v Rusku byla vytvořena
- Russian National Republican Army Manifesto Роспартизан – Manifest Ruské národní republikánské armády
- Роспартизаны объявили охоту! Путин будет нами низложен и уничтожен! Пономарёв The Rospartizans have declared a hunt! Putin will be deposed and destroyed by us! Ponomariov – Rospartyzáni vyhlásili hon! Putin bude svržen a zničen námi! Ponomarjov
- ЗАЩИТНАЯ РЕАКЦИЯ: Гибель Дарьи Дугиной – кто за этим стоит? Smrt Darji Duginové – kdo za ní stojí? Na tyto otázky hledají v autorském pořadu Alexeje Baranovského „Obranná reakce“ odpovědi: politik a vůdce mezinárodního hnutí „Speak Up“ Alexej Sidelnikov, šéf Asociace ruských emigrantů Dmitrij Savvin, spoluvydavatel webu „Post-Zavtra“, novinář Roman Popkov a jako spolumoderátor ruský opoziční politik Ilja Ponomarjov.